# ResidualVM
 (juillet 2018).
Si vous disposez d'ouvrages ou d'articles de référence ou si vous connaissez des sites web de qualité traitant du thème abordé ici, merci de compléter l'article en donnant les références utiles à sa vérifiabilité et en les liant à la section « Notes et références ».
ResidualVM (anciennement Residual) est une machine virtuelle qui permet à l'origine de jouer aux jeux qui utilisent le moteur GrimE.  Il est possible d'exécuter les jeux Grim Fandango, ainsi que, pour les versions non stables du logiciel, Escape from Monkey Island. Le support du jeu Myst III: Exile a été ajouté par la suite. Il s'agit d'un projet-jumeau de ScummVM.

## Histoire
Le projet visait à permettre de jouer aux jeux LucasArts n'étant pas supportés par ScummVM. En effet, Grim Fandango et Escape from Monkey Island sont des jeux en 3D n'utilisant pas le moteur SCUMM mais GrimE. ScummVM étant destiné à implémenter un interpréteur SCUMM à l'origine, puis un grand nombre de moteurs 2D par la suite, il était convenu que ces jeux en 3D ne seraient jamais supportés. Un projet-jumeau nommé Residual (en référence au fait qu'il était destiné à permettre l'exécution des jeux LucasArts restants) est alors créé par James Brown.